# Lincoln K-Series
Lincoln K-Series – samochód osobowy klasy luksusowej produkowany pod amerykańską marką Lincoln w latach 1930–1940. 

## Galeria

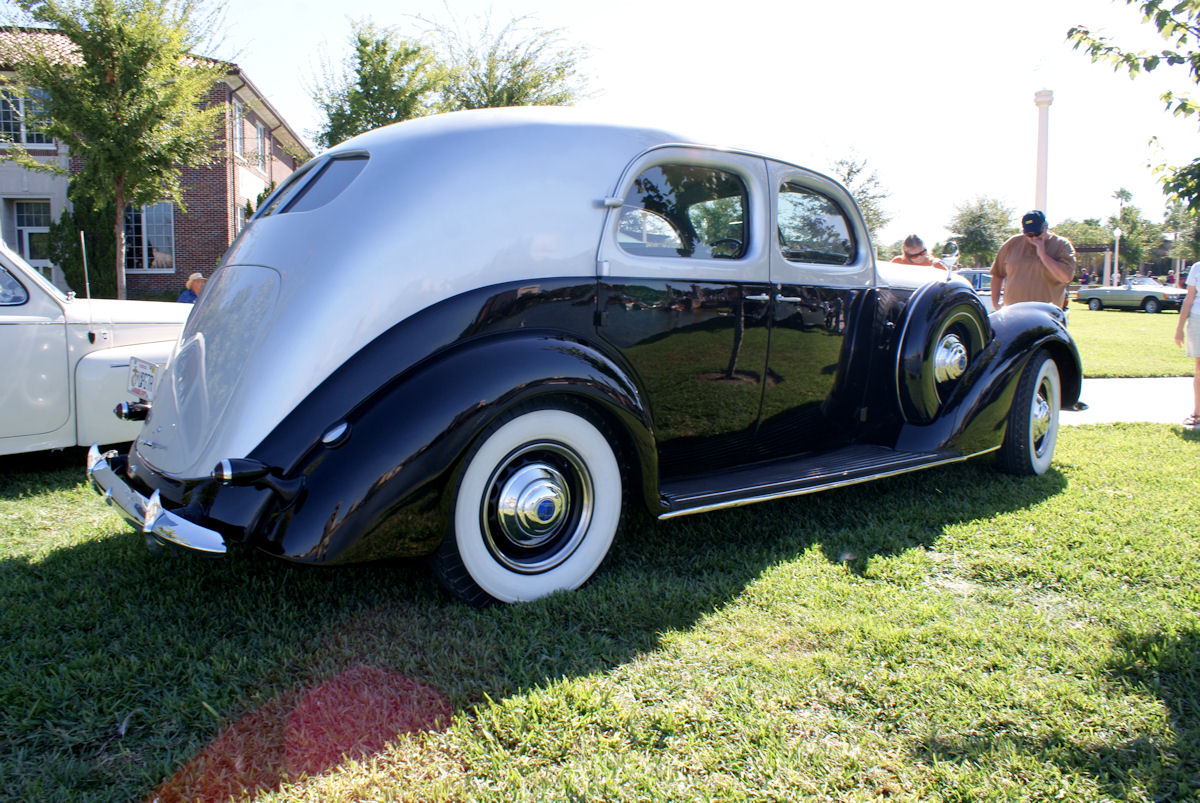
Lincoln K-Series - tył
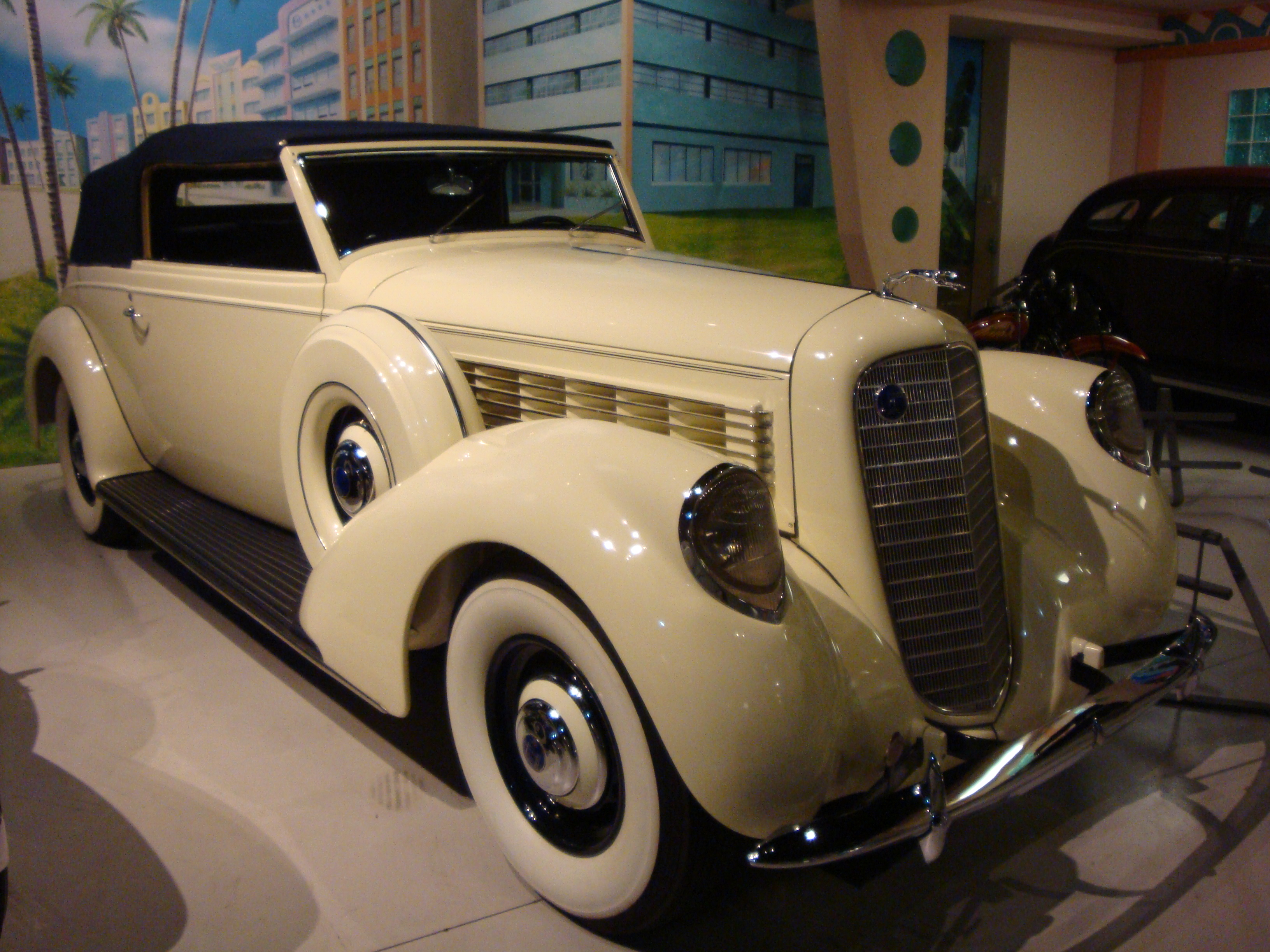
Lincoln K-Series Cabriolet